# Sport au Havre
Le Havre est une ville de France impliquée dans de nombreuses disciplines sportives.

## Histoire

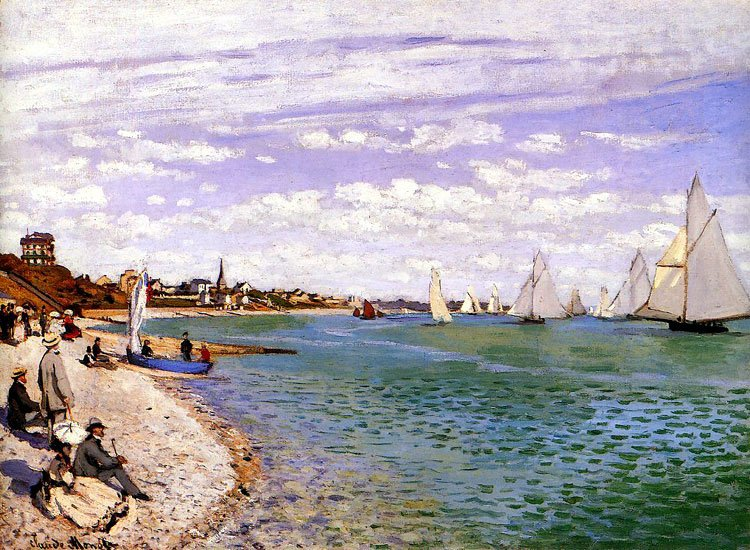
Régates à Sainte-Adresse, Claude Monet

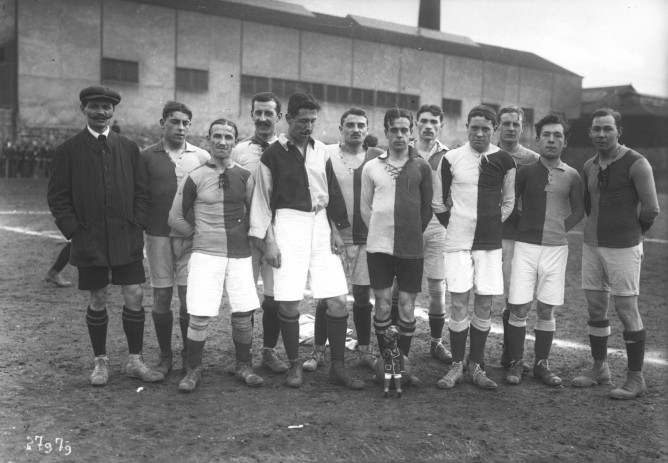
L'équipe du Havre AC en 1913 au tournoi international de Pâques à Saint-Ouen.

L'histoire du sport du Havre est fortement liée à deux institutions havraises : la Société des Régates du Havre (SRH) et le Havre Athletic Club (HAC). Ces clubs, tous deux fondés au XIXe siècle, furent à l'origine de l'implantation et de la diffusion du sport au Havre et en France. Ils ont aussi tous les deux comme particularité d'être les plus anciens clubs français dans leur discipline.
La SRH, fondé en 1838, est notamment à l'origine de la pratique de la voile et de l'aviron au Havre. La première régate à la voile organisé en France le fut au Havre en 1840. Elle organisa les épreuves de voile des Jeux Olympiques 1900 et 1924.
La fondation du HAC, souvent présenté comme le "doyen du football français", prête à controverses depuis les années 1920. 1872 marque ainsi la fondation supposée du club omnisports du Havre Athletic Club. La plus ancienne trace écrite concernant le HAC remonte à 1884 et les « premiers statuts » datent de 1894, date de la reconnaissance du club par la préfecture. La combination, forme hybride entre le football et le rugby, est pratiquée par le HAC jusqu'en 1893. La section rugby à XV est créée en 1894 et la section football voit le jour également en 1894 après l'abandon de la pratique de la combination. Depuis le HAC est un club omnisports qui participe à la diffusion de nombreuses disciplines sportives.

## Calendrier sportif havrais
Parmi les évènements populaires on peut citer :
- Avril : Duathlon de Montgeon
- Mai : Weekend de la glisse (roller, skateboard, BMX...)
- Mai : 10 bornes du Havre (course à pied de 10 km en centre-ville)
- Mai : Fête du nautisme
- Juin : Quadrathlon des entreprises (compétition inter-entreprise en équipe : canoë, vélo, course à pied)
- Juin : Normandy Sailing Week (régates)
- Août : Traversée à la nage Le Havre Saint-Adresse (1 500 m)
- Été : Triathlon des Docks
- Septembre : 15 km du havre (course à pied de 15 km en centre-ville)
- Octobre : Départ de la Transat Jacques Vabre (transat en double)
- Octobre ou Novembre : Semi-marathon de Normandie (départ du Stade Océane, arrivée au Stade Océane)

## Sports collectifs

### Tchoukball
L'équipe Tchoukball Normandie Team (TNT) a été créée en 2011. Depuis sa création et depuis chaque année, l'équipe se classe dans les 3 premiers des équipes françaises. En 2015, TNT a remporté la 3e édition du tournoi Havre Tchouball Tounament. Pour la saison 2016, TNT est arrivé premier lors de la coupe de France qui s'est déroulées 13 et 14 février et s'est classé premier de la ligue nord. L'association accueillera l'European Silver Cup (ESC) qui réunit les seconds de chaque championnat européen courant le mois de mars.

### Football

Le stade océane, inauguré en juillet 2012

Le club du Havre est le HAC Havre Athletic Club, créé en 1894. Jusqu'en 1894 était pratiquée la combination, forme hybride de football et de rugby.
Les couleurs ciel et marine transportent les racines du club, les fondateurs auraient ainsi exprimé leur reconnaissance envers les Universités d'Oxford (bleu marine) et de Cambridge (bleu ciel) qui ont su transmettre la passion du ballon rond. Le club a remporté à l'issue de la saison 2007-2008 son cinquième titre de Champion de France de Ligue 2. Il évolua en Ligue 1 pour la dernière fois en 2008-2009 et est actuellement en Ligue 2.
Son centre de formation, est régulièrement classé dans les 10 meilleurs de France. Les internationaux français Vikash Dhorasoo, Jean-Alain Boumsong, Lassana Diarra, Guillaume Hoarau ou encore Steve Mandanda ont été formés au Havre. Le Stade Océane inauguré en juillet 2012 remplace le stade Jules-Deschaseaux et permet d'accueillir un public plus nombreux dans de meilleures conditions.

### Le football américain
Les Salamandres sont aujourd'hui incontournables sur la scène sportive au Havre.
Forte de ses vingt ans de maturité, l'équipe des Salamandres multiplie les bons résultats sportifs :
- 2007 : Champion du Ouest Bowl
- 2008 : Vice-champion de France 3e Division.
- 2009 : L'équipe Senior joue en 2e Division et vise le maintien ; l'équipe junior quant à elle se qualifie pour les Playoffs.

Les Salamandres organisent également chaque année le plus grand tournoi de « Flag Football » à l'échelle européenne. Ce tournoi se déroule sur un weekend regroupant les meilleurs joueurs internationaux, mais aussi les plus petits et les amateurs. Plus d'informations sur ces deux sites :
- tournoi flag Océane 11th Edition
- Les Salamandres du Havre (sports américains)

### Basket-ball
L'équipe du STB (Saint-Thomas Basket) représentait la ville en Pro A; en 2003-2004, elle a pu jouer la Coupe d'Europe mais les supporters n'ont pas suivi : la saison suivante, des considérations financières ont amené le président du club à refuser d'y participer à nouveau, malgré un classement qui lui en offrait la possibilité. Le STB ayant échoué à se maintenir en 2016, c'est la Pro B qui accueillera le club pour la saison 2016-2017.

### Handball
L'équipe féminine du HAC, qui joue en première division, compte de nombreuses joueuses internationales dans ses rangs. Placé dans les hauts du classements depuis plusieurs saisons, le groupe a pu goûter pour la première fois à la Coupe d'Europe en 2004-2005. L'équipe entraînée par Frédéric Bougeant, a remporté son premier grand titre national, la Coupe de France, en battant Mios sur le parquet des Docks Océane du Havre, le 21 mai 2006.

### Rugby à XV
Créé en 1872, le Havre Athletic Club est le plus ancien club de rugby à XV en France. Il pratique le rugby depuis 1894 après avoir pratiqué la combination, forme hybride de football et de rugby, depuis 1872. En 2007, Le Havre athletic club rugby évolue en Fédérale 3 dans la poule Grand Ouest (5e échelon national). Se sont ensuivies quelques saisons d'oscillation entre le championnat Honneur (1er échelon régional et 6e national) et la Fédérale 3 jusqu'à la saison 2017-2018 où l'équipe auteure d'une saison pleine en Fédérale 3 (2e de la poule Grand Ouest) accède au championnat de France de Fédérale 2 . Le HAC Rugby joue au stade Langstaff, le plus ancien terrain de rugby en France jusqu'à la saison 2016/2017 où la Ville du Havre lui ouvre les portes du Stade Jules Deschaseaux, ancienne antre du Football havrais (16 000 places à l'origine) pour accueillir les rencontres de Fédérale 2.
L'autre club important du rugby havrais est le Havre Rugby Club, crée en 1908 et décimé lors de la Première Guerre mondiale. Ce n'est qu'en 1999 que le club renaît de ses cendres lors de la fusion de l'ATSCAF  et du RCPH. Les couleurs choisies sont les couleurs municipales, le bleu et le rouge. Le HRC a alors oscillé entre le championnat d'honneur et la Fédérale 3 (souvent en compétition avec ses voisins du HAC) au cours des années 2000. Souvent dans l'ombre du HAC, le HRC n'a cependant pas démérité en obtenant certains titres de champion de Normandie Honneur pré-fédéral (en 2007 et 2014). En 2018-2019 le club évolue toujours en championnat d'honneur sur son terrain du Stade Youri Gagarine au Nord de la ville. Depuis quelques saisons, le club voit l'arrivée de nombreux jeunes étudiants havrais et profite de l'essor du HAC Rugby et de l'alliance avec ce même club dans les catégories jeunes pour récupérer certains jeunes joueurs qui lui redonnent de beaux horizons.

### Hockey
L'équipe du Hockey Club du Havre porte le surnom des Dock's du Havre. Elle a évolué au quatrième niveau national (division 3) pour la saison 2008-2009. Elle joue en D3 pour la saison 2010/2011.

## Nautisme

### Nautisme à la voile

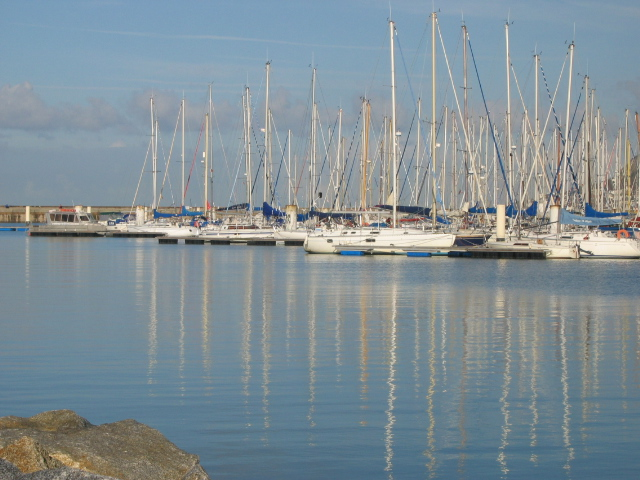
Port de plaisance

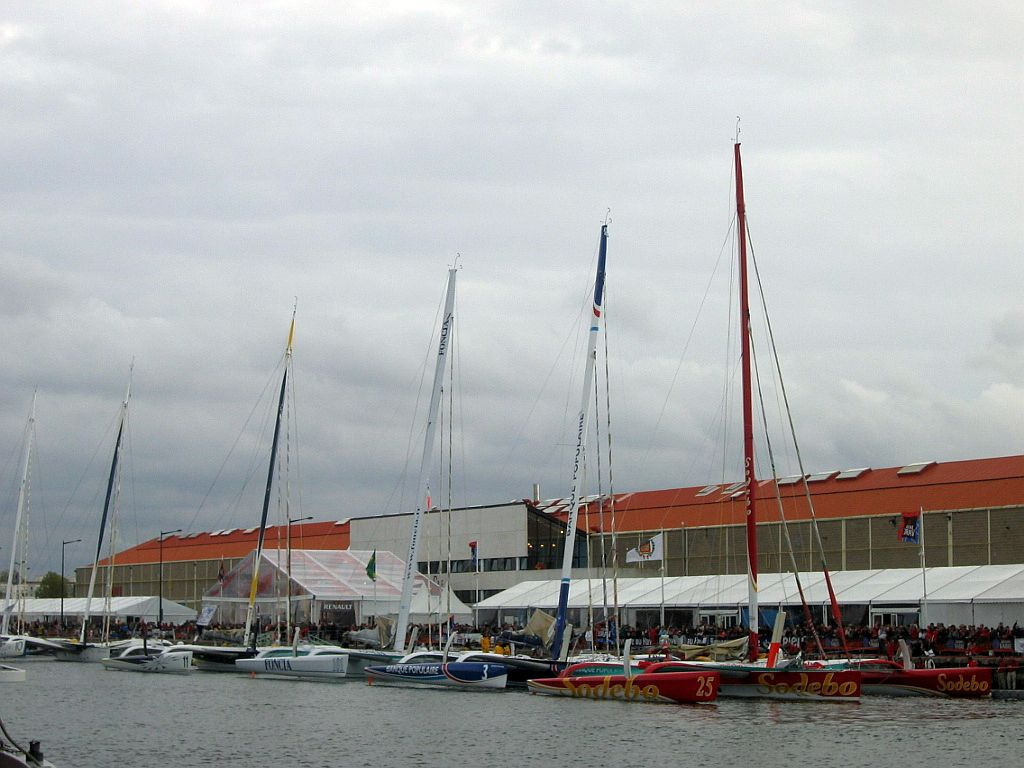
Transat Jacques Vabre

Le Havre est reconnu station nautique et station balnéaire. Le port de plaisance en eaux profondes accueille les bateaux 24 heures sur 24 par tous les temps. Construit dans l'entre-deux-guerres, c'est aujourd'hui le plus grand de la Seine-Maritime, avec environ 1 300 anneaux. Une extension a été ouverte en 2012 dans le bassin Vauban, qui permettra d'augmenter la capacité du port de 200 anneaux.

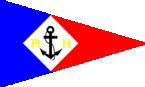
Guidon de la SRH

Les deux principales sociétés de nautisme sont d'une part la Société des Régates Havraises (SRH) qui est le club doyen du nautisme en France et d'autre  part le Sport Nautique et Plaisance du Havre (SNPH). Toutes deux ont été fondées au XIXe siècle. Le 29 juillet 1840 furent organisées les premières régates françaises de bateaux de plaisance à voile avec des départs par catégories groupant les bateaux selon leurs caractéristiques et leurs pénalités. La Société des régates havraises a organisé les régates en mer des Jeux olympiques d'été de 1900.
Le nautisme à la voile est l'activité sportive la plus médiatisée du Havre. Le Havre accueille ainsi la Transat Jacques Vabre, qui se déroule tous les deux ans, depuis 1993. Le départ de la Solitaire du Figaro 2010 a été donné depuis Le Havre. Enfin depuis 2006 est organisée annuellement la Normandy Sailing week : 3 jours de régates sur différentes embarcations : First Class 7.5, J80, M34...

### Aviron
La Société Havraise de l'Aviron, club doyen de l'aviron français fut créée en 1838, époque à laquelle elle n'était encore qu'une section de la Société des Régates Havraises. Elle a formé quelques rameurs de haut niveau, notamment Thierry Renault, champion du monde d'aviron en double poids-léger en 1985 avec Luc Crispon, ou Éric Rousseaux, ancien membre de l'équipe de France d'aviron. La SHA atteignit en 2000 le meilleur classement de son histoire, faisant partie des vingt premiers clubs français. Elle a organisé les 13, 14, et 15 octobre 2006 les championnats de France d'aviron de mer, qui ont vu la consécration de deux rameurs havrais en solo, Éric Rousseaux chez les hommes, et Perrine Maltret chez les femmes.

### Funboard et Kitesurf
La plage du Havre et le Cap de la Hève sont des spots intéressants pour la pratique du kite-surf et du funboard

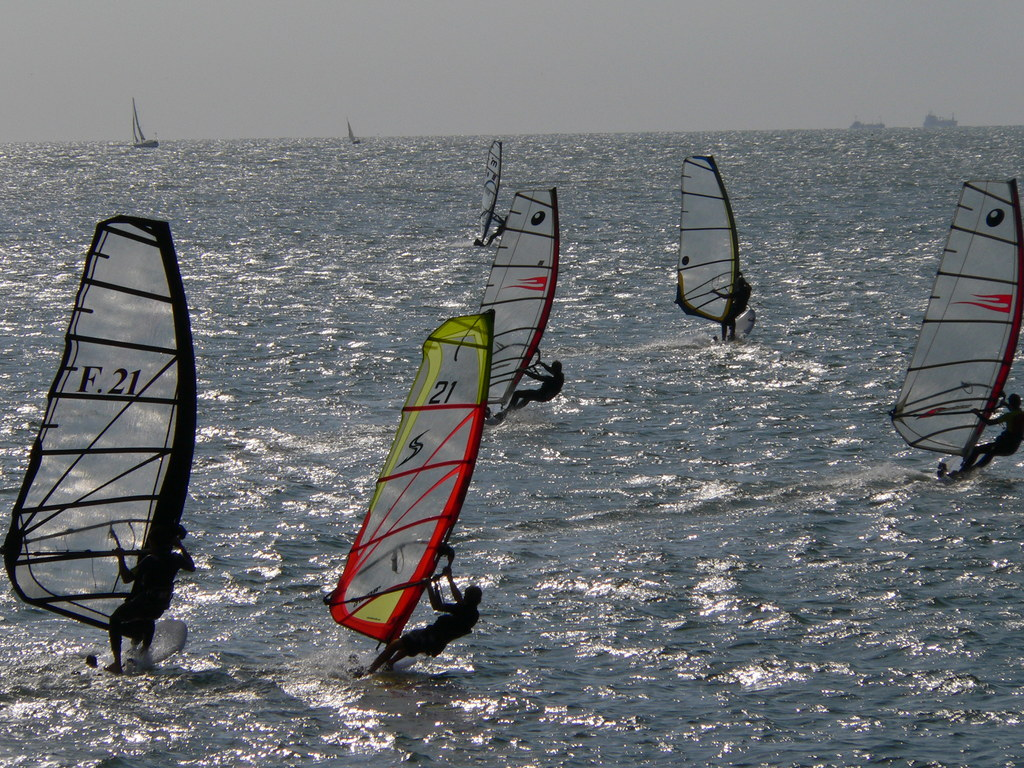
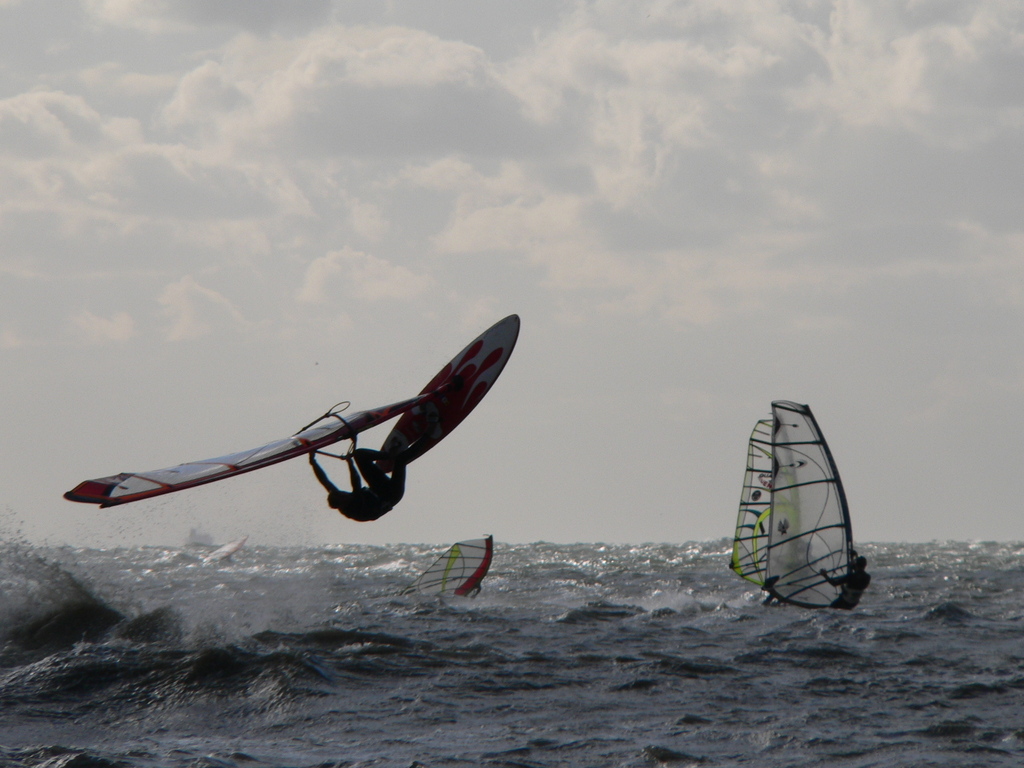
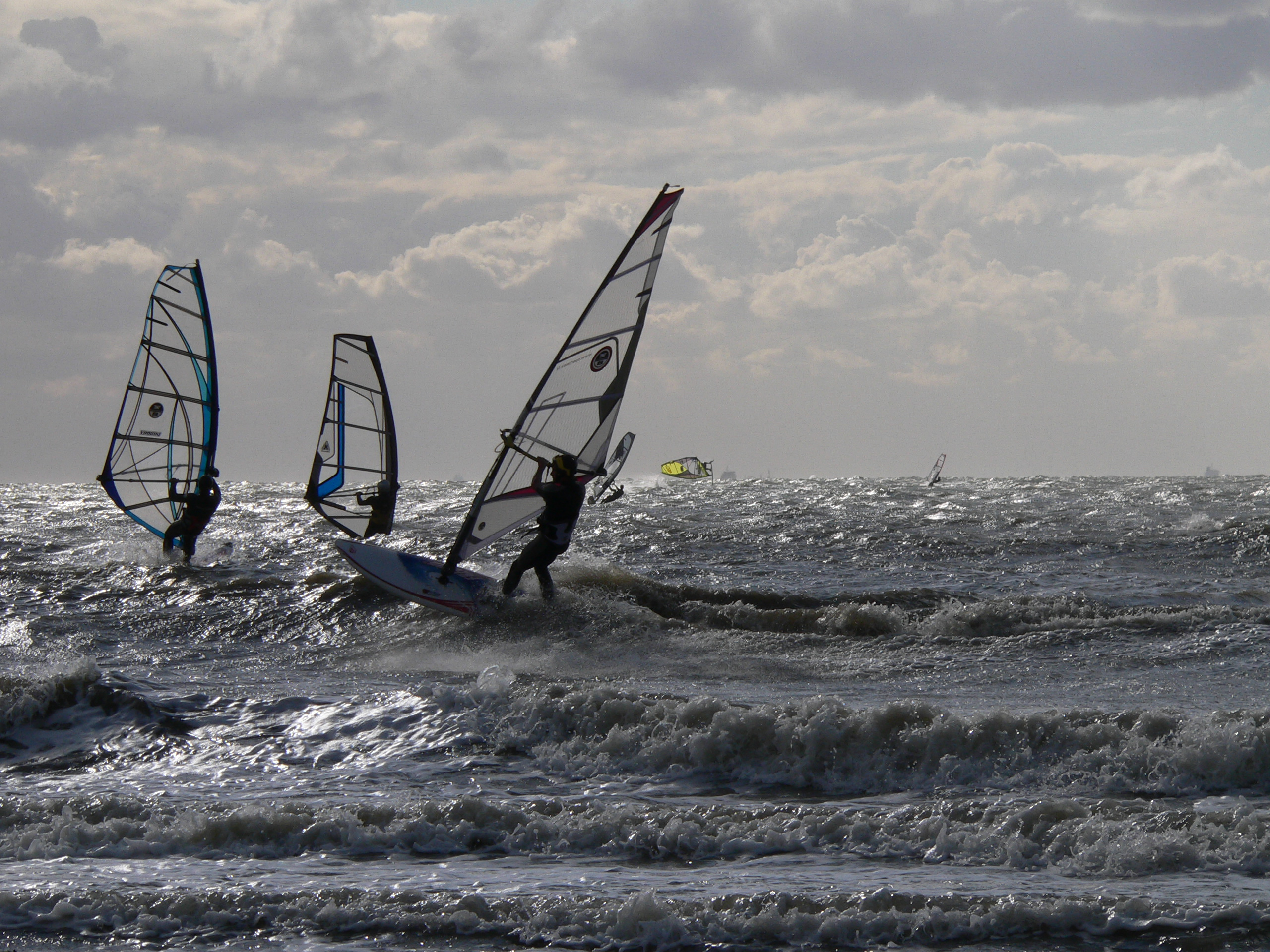
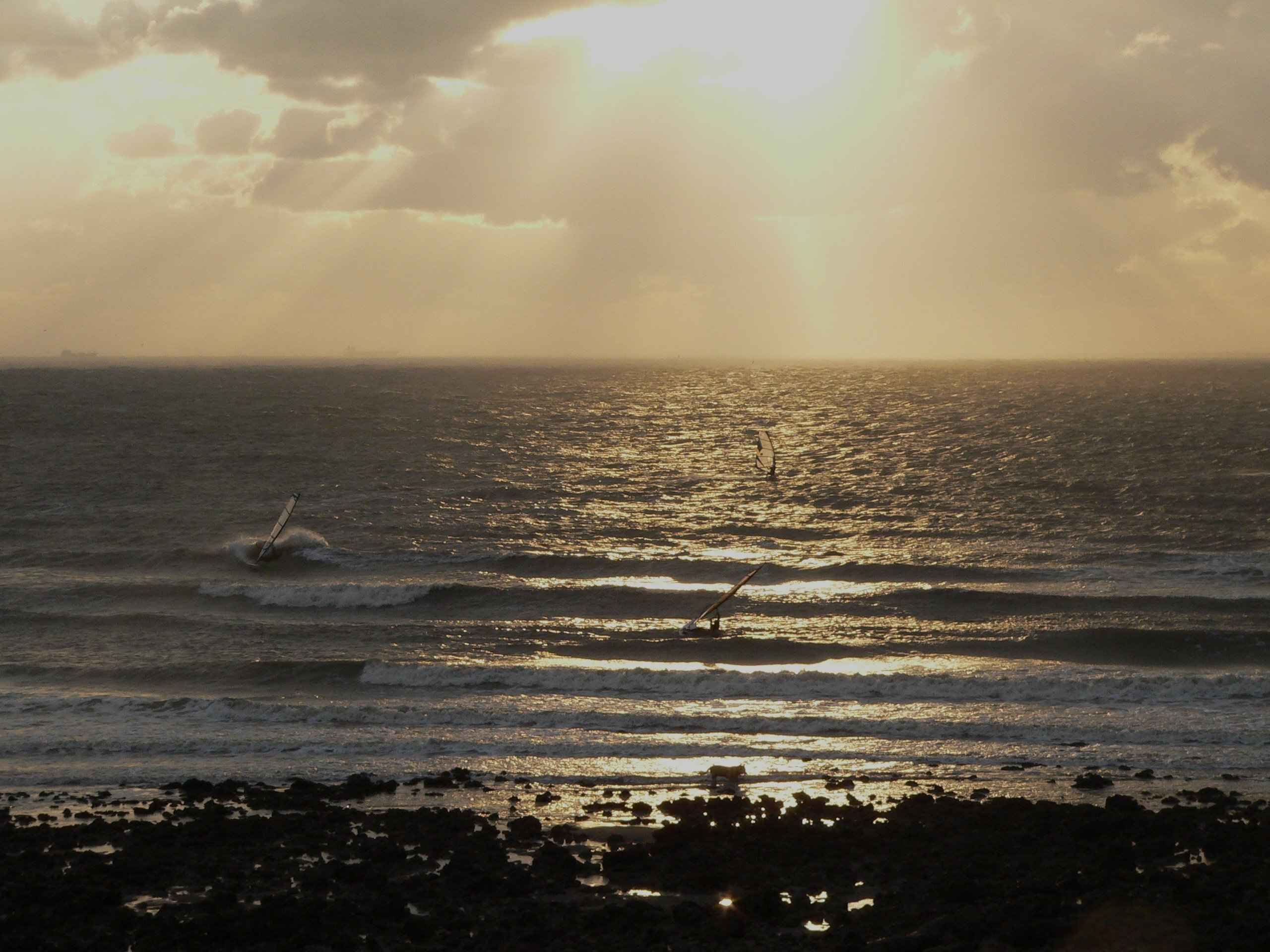
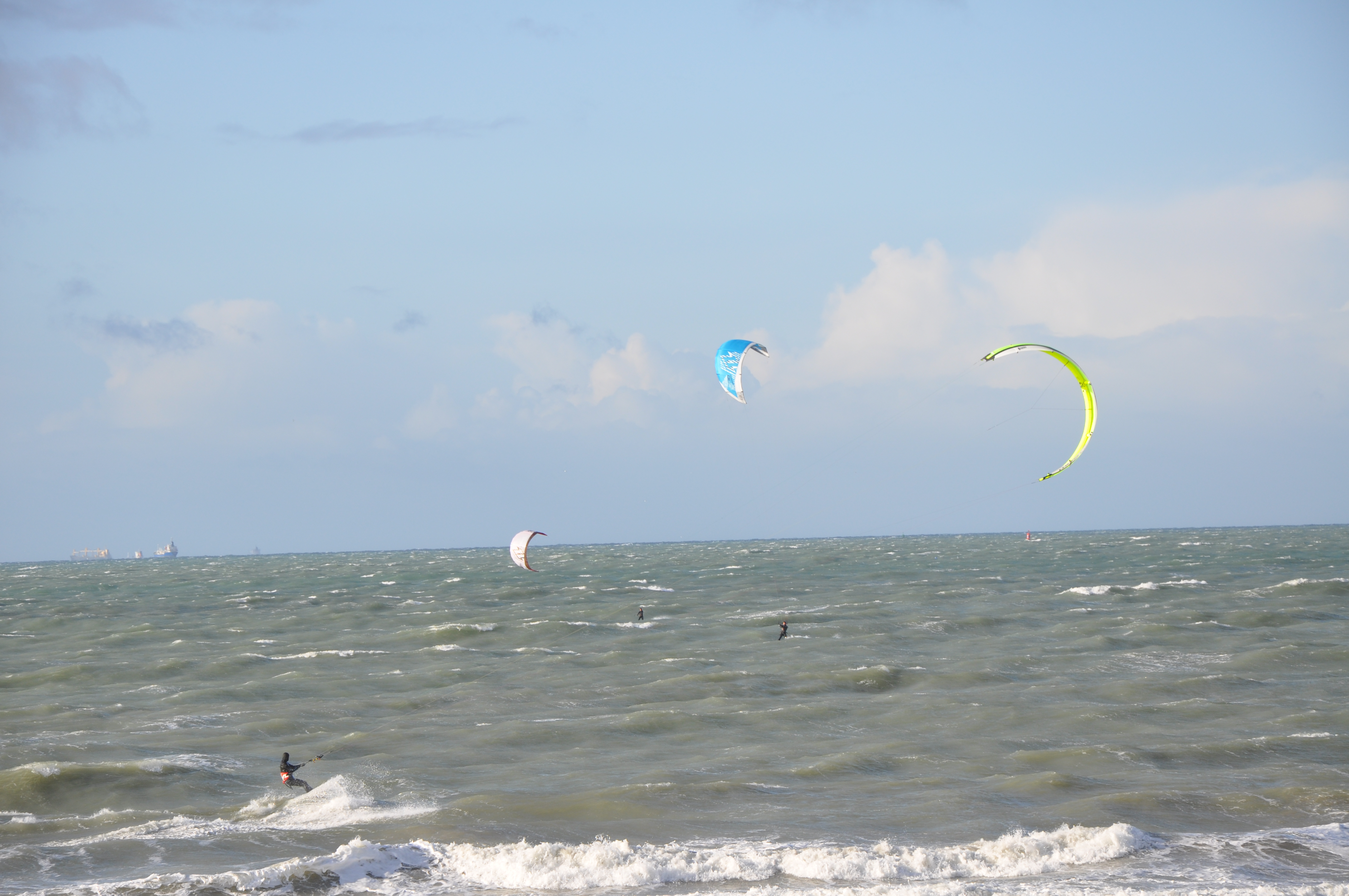

### Natation

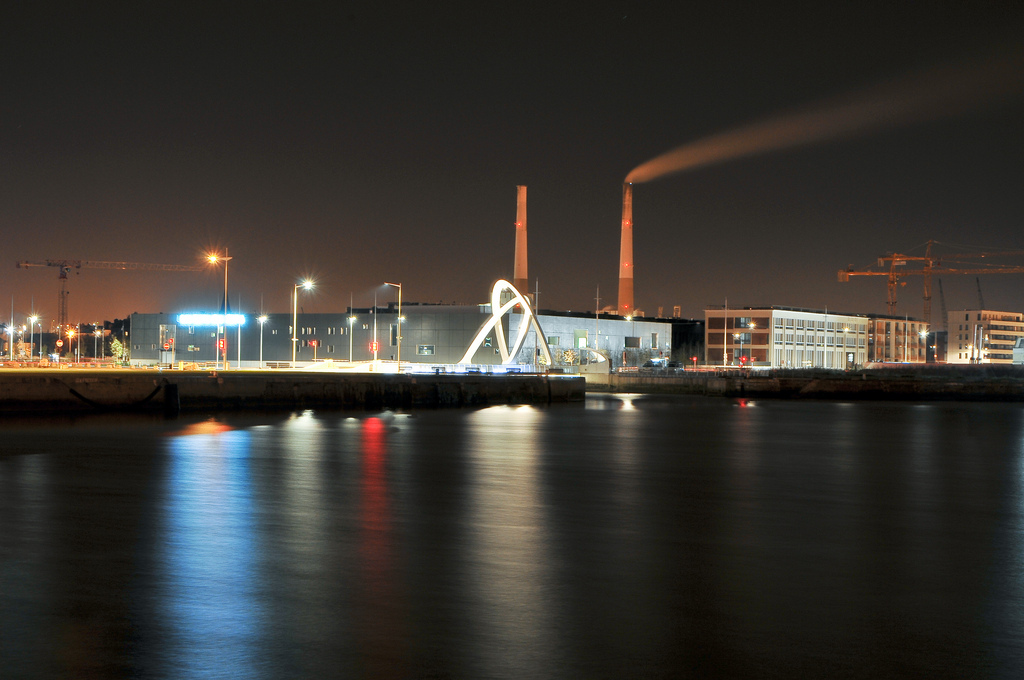
Les bains des docks

Le Havre propose un vaste choix de piscines dont deux bassins de 50 m (Bains des Docks et piscine du club Nautique Havrais (CNH))
La traversée Le Havre-Sainte-Adresse, course en mer de 1 500 m, est organisée chaque année fin août par la société des régates du Havre.
Le havrais Hugues Duboscq a remporté une médaille de bronze sur 100 m brasse aux Jeux olympiques d'Athènes (août 2004) et deux médailles de bronze sur 100 m et 200 m brasse aux Jeux olympiques de Pékin en août 2008. En juillet 2005, il termine troisième dans l'épreuve du 100 mètres brasse aux championnats mondiaux de natation. Le bassin de son club, le CNH, porte son nom. Il a également été le premier Français à parcourir cette distance du 100 m en moins d'une minute le 19 mars 2008 à Eindhoven (Pays-Bas).

## Autres sports

### Skateboard
Le Havre abrite le plus grand skatepark français gratuit de plein air avec environ 7 000 m2 dédiés à la glisse urbaine. La ville accueille depuis 2007 le Festival de la glisse organisé au nouveau Skatepark du Havre (inauguré en mai 2006) et qui aurait attiré près de 20 000 personnes du 28 juin au 1er juillet 2007.

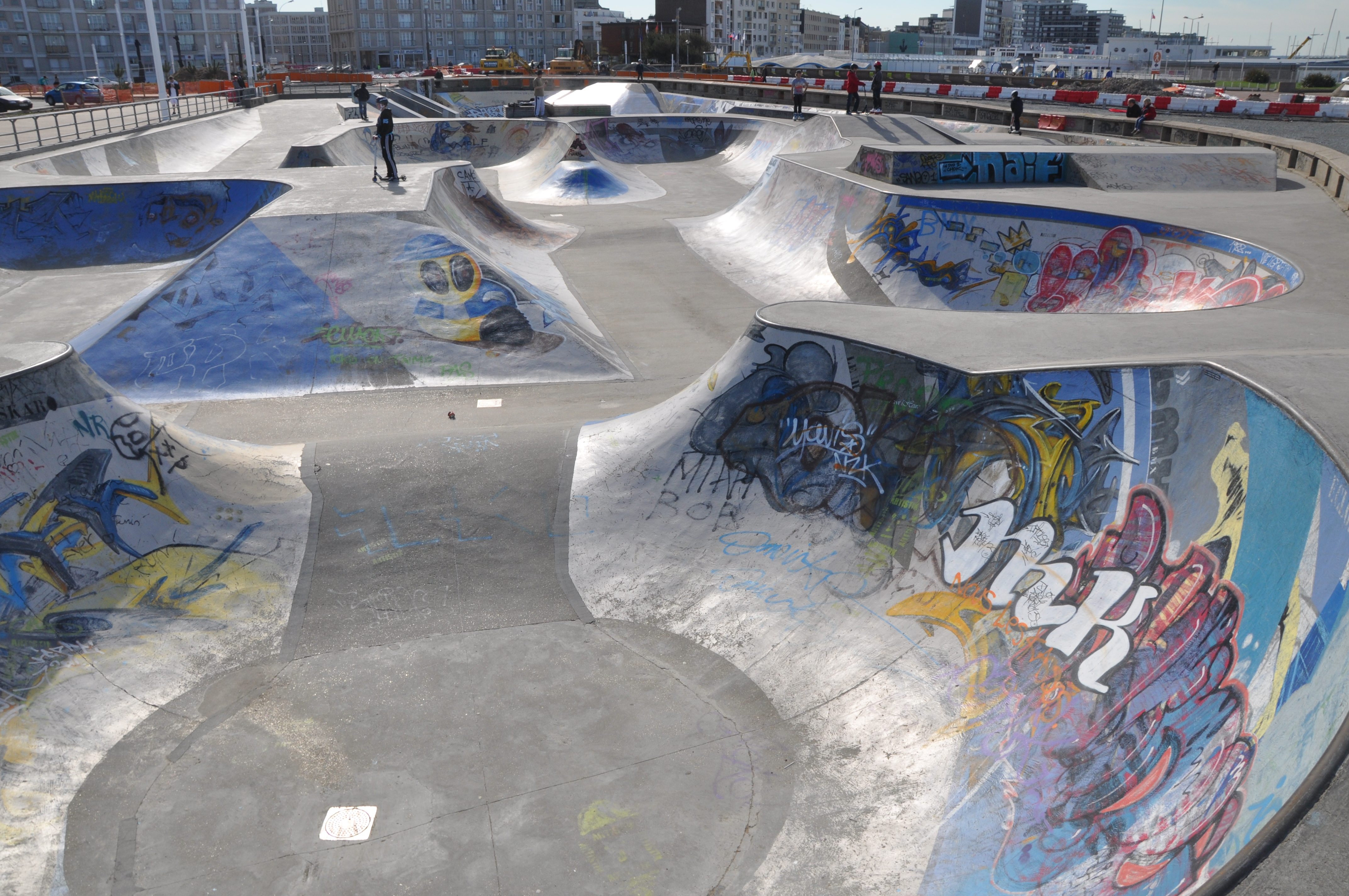
Skatepark 2012
Rénové 2013

### Pétanque
Cédric Le Foll a remporté plusieurs championnats de la Seine-Maritime et de ligue ; il a été champion de France ainsi que champion d'Europe en triplette et quart de finaliste au championnat du monde. Vainqueur de plusieurs tournois nationaux de pétanque, il fait partie de l'élite.

### Judo
L'équipe de France de judo compte deux Havrais et un originaire de la région havraise. Le Montivillon Frédéric Lecanu en + de 100 kg, formé au club de judo de Montivilliers, dernièrement récompensé comme 3e aux championnats du monde universitaire et le jeune Dimitri Dragin, en -60 kg, champion du monde universitaire qui lui a été formé au Judo Club Paul Eluard. Baptiste Leroy est aussi originaire du Havre, formé au club du port autonome (MJC, ASPAH) il combat en -60 kg, encore 3e au France cette année.

## Tableau d'honneur du sport havrais

### Clubs

#### Championnats de France
Handball
Basket-ball
Football
- Le Havre AC: champion de France de football USFSA en 1899.
- Le Havre AC: champion de France de football USFSA en 1900.
- Le Havre AC: champion de France de football de Ligue 2 en 1938, 1959, 1985, 1991 et 2008[15].

#### Coupes européennes
Handball

#### Coupes nationales
Handball
- Le Havre AC Handball : Vainqueur de la Coup de France féminine en 2006 et 2007.

### Individuels
- Yavé Cahard, cycliste, vice-champion olympique en 1980 et champion du monde de tandem en 1979
- Jérôme Le Banner, kick-boxer
- Vikash Dhorasoo, footballeur, vice-champion du monde et double champion de France
- Paul Vatine, navigateur, double vainqueur de la Transat Jacques Vabre
- Hugues Duboscq, nageur, vice-champion du monde du 100 m brasse, champion d'Europe du 4 × 100 m 4 nages

## Les clubs professionnels
- Le Havre Athletic Club FA (football)
- Le Havre AC Handball
- Le Havre athletic club rugby
- Saint Thomas Basket Le Havre
- Hockey Club du Havre

## Les principaux équipements sportifs havrais
- Stade Océane
- Stade Jules-Deschaseaux
- Salle des Docks Océane
- Patinoire Louis Blanc
- Les Bains des Docks
- Piscine du CNH
- Piscine du Cours de la République
- Skatepark de la plage